# Tábata de Carvalho
Tábata de Carvalho, född 23 april 1996, är en friidrottare från Brasilien. Hon deltog vid olympiska sommarspelen 2020.